# Oryszew (gromada)
Oryszew – dawna gromada, czyli najmniejsza jednostka podziału terytorialnego Polskiej Rzeczypospolitej Ludowej w latach 1954–1972.
Gromady, z gromadzkimi radami narodowymi (GRN) jako organami władzy najniższego stopnia na wsi, funkcjonowały od reformy reorganizującej administrację wiejską przeprowadzonej jesienią 1954 do momentu ich zniesienia z dniem 1 stycznia 1973, tym samym wypierając organizację gminną w latach 1954–1972.
Gromadę Oryszew z siedzibą GRN w Oryszewie (w obecnym brzmieniu Oryszew-Osada) utworzono – jako jedną z 8759 gromad na obszarze Polski – w powiecie sochaczewskim w woj. warszawskim, na mocy uchwały nr VI/10/20/54 WRN w Warszawie z dnia 5 października 1954. W skład jednostki weszły obszary dotychczasowych gromad Drzewicz, Drzewicz Nowy, Duninopol, Janówek, Oryszew, Oryszew Nowy, Podbuszyce i Podoryszew oraz wieś Stara Wieś z dotychczasowej gromady Duninopol-Skrzelew ze zniesionej gminy Szymanów w tymże powiecie.
1 stycznia 1955 gromadę włączono do powiatu grodziskomazowieckiego w tymże województwie, gdzie ustalono dla niej 15 członków gromadzkiej rady narodowej.
31 grudnia 1961 gromadę zniesiono, włączając jej obszar do gromad: Wiskitki (wsie Nowy Drzewicz i Stary Drzewicz) i Guzów (wsie Duninopol, Janówek, Nowy Oryszew, Oryszew-Osada, Podbuszyce, Podoryszew i Skrzelew-Stara Wieś) w tymże powiecie.